# Kultura s nálevkovitými poháry

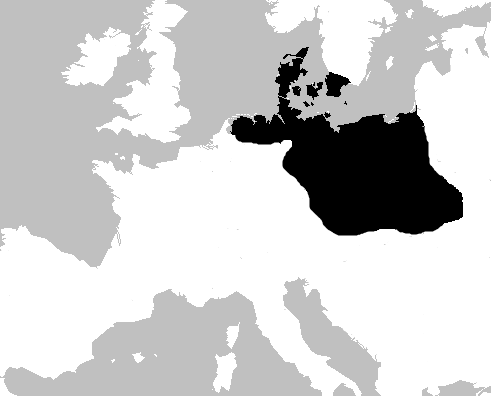
Rozšíření kultury s nálevkovitými poháry v Evropě

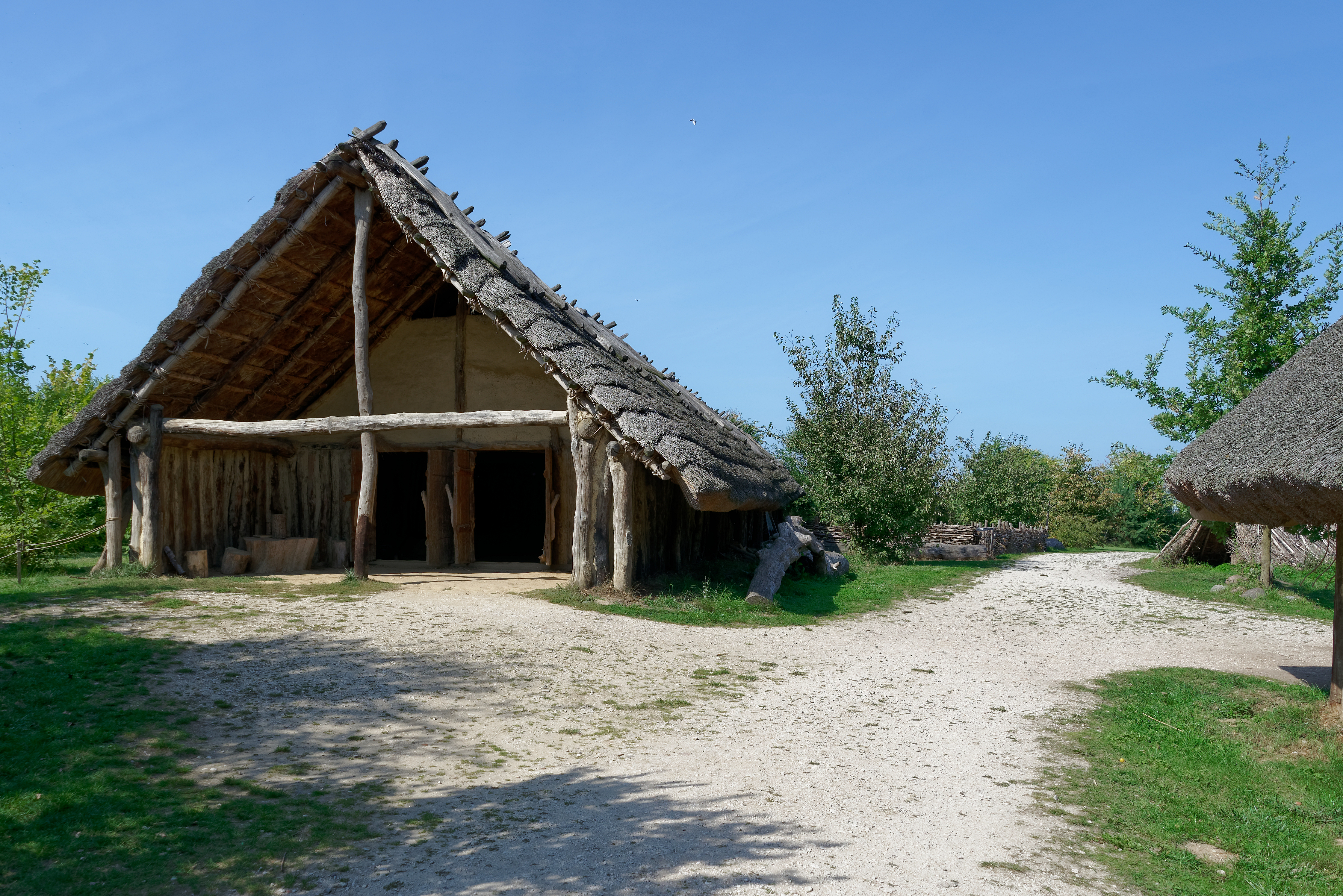
Zrekonstruovaný dům kultury s nálevkovitými poháry

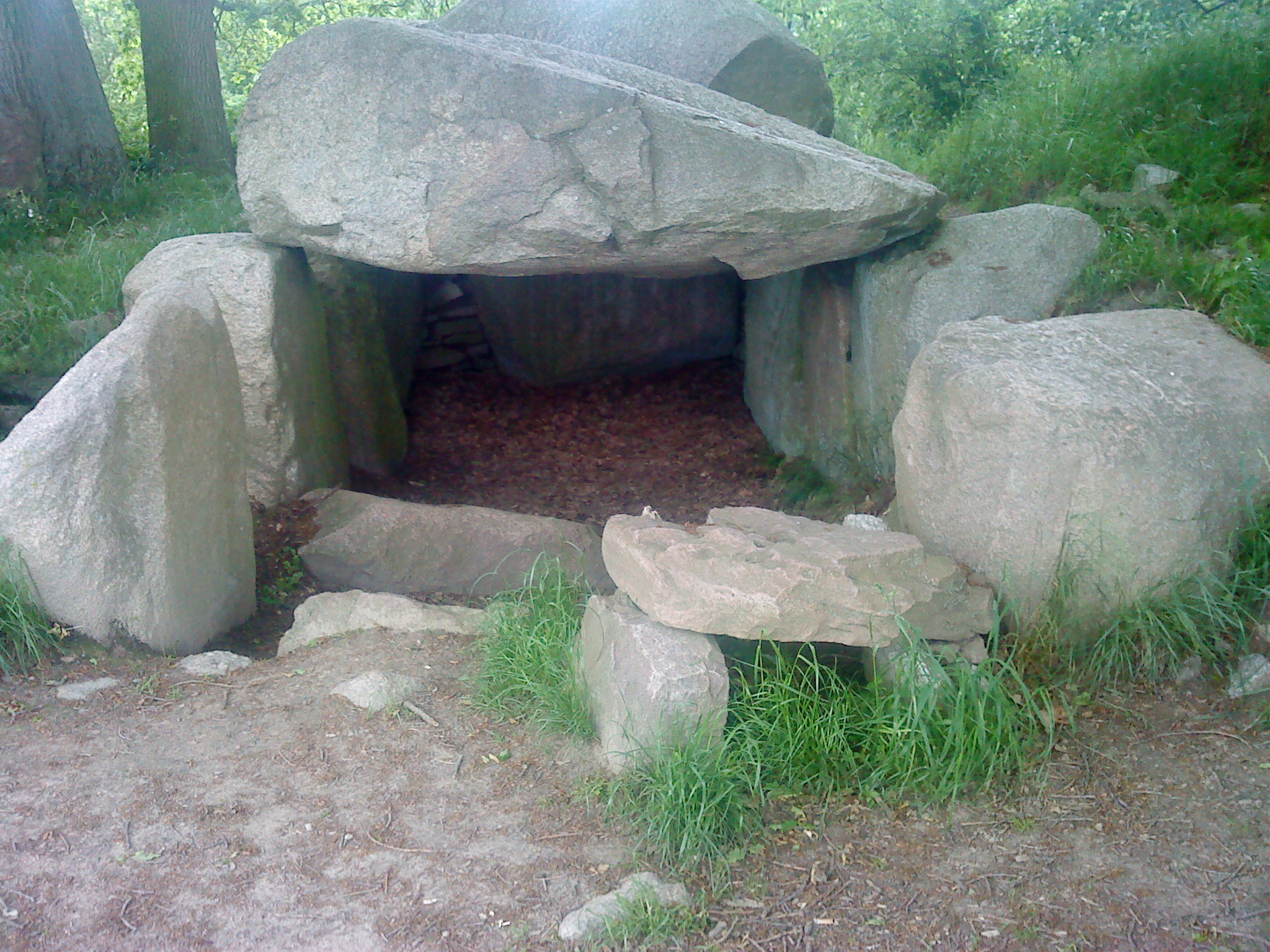
Megalitická pohřební mohyla složená z dolmenů na severu Německa

Kultura s nálevkovitými poháry je archeologická kultura staršího eneolitu. Jsou pro ni typické keramické poháry s nálevkovitým hrdlem a bohatým zdobením, které se začaly objevovat v době od 4. tisíciletí př. n. l. V období kultury se vyskytují jemné kamenné a kostěné nástroje, ale také měděné předměty jako šperky nebo také ploché sekery. Sídliště vznikala na vyvýšeninách i v nížinách, a v některých případech byla opevněná. Pohřbívalo se v mohylách a v pozdějších fázích v žárových hrobech.

## Historie
Kulturu vytvořili neolitičtí zemědělci z Pyrenejského poloostrova a Francie, kteří vedle střední Evropy a jižní Skandinávie kolonizovali kolem roku 4000 př. n. l. také Britské ostrovy.
Objevily se důkazy, že kolem roku 2900 př. n. l. vypukla mezi příslušníky této kultury v jižní Skandinávii epidemie moru.
Na počátku 3. tisíciletí před naším letopočtem do střední a severní Evropy migroval lid kultury se šňůrovou keramikou. Toto období se vyznačuje výstavbou četných obranných palisád na území kultury s nálevkovitými poháry, což může být známkou násilného konfliktu mezi těmito kulturami nebo se sousední kulturou Pitted Ware. Do roku 2650 př. n. l. byla kultura s nálevkovitými poháry kulturně i geneticky nahrazena kulturou se šňůrovou keramikou.

## Členění
Kultura s nálevkovitými poháry je v Čechách typická pro období staršího eneolitu. Na Moravě a v přilehlé části Polska se objevila už v období časného eneolitu a v době středního eneolitu na území Česka přetrvávala ve Skandinávii. V Čechách ji předcházela michelsberská kultura, na kterou kultura s nálevkovitými poháry navázala svou baalberskou fází. Dále pokračovala siřemskou a skončila salzmündskou fází. Koncem staršího eneolitu na ni na východním okraji středních Čech navázala badenská kultura. Za oblast vzniku je považována Morava, kde rané fáze kultury dokládá soubor nálezů z Božice.

## Keramika

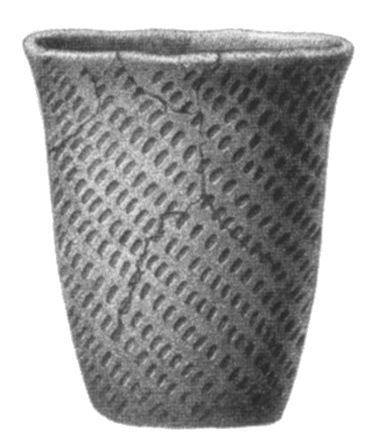
Pohár z Västergötlandu

Typická keramika: nálevkovitý pohár, láhev s límcem, amfora, nálevkovitý hrnec apod. Zpracování kovu je v počátcích, lze hovořit pouze o mědi – Makotřasy u Kladna. Některé skupiny této kultury se zaměřovaly na těžbu a zpracování ušlechtilých druhů kamene (Kozákov – achát, Stránská skála – rohovec).

## Pohřební ritus
Pohřební ritus je zpočátku kostrový, hroby jsou mohylové s lichoběžníkovitým ohrazením, vnitřním kamenným pláštěm s jednotlivými skřínkovými pohřby. Později se přistupovalo ke kremaci; popel se ukládal do popelnic nálevkovitých tvarů.

## Genetický původ
Genetické výzkumy zjistily, že zemědělci z jižní Skandinávie, patřící do kultury s nálevkovitými poháry, byli potomci neolitických zemědělců z Anatolie, kteří se po příchodu do Evropy smísili s evropskými mezolitickými lovci a sběrači. Geneticky byli velmi podobní současným obyvatelům jižní Evropy, především ze středomořských ostrovů jako Sardinie a Sicílie. Byli také geneticky spříznění s tehdejší středoevropskou populací, která patřila ke kultuře s nálevkovitými poháry, ale lišili se způsobem života i geneticky od populace lovců a sběračů (kultura Pitted Ware), která žila souběžně s nimi v jižní Skandinávii.
Moderní genetické výzkumy dále zjistily, že v rámci kultury se šňůrovou keramikou, která nahradila kulturu s nálevkovitými poháry a zahrnuje širokou skupinu indoevropských archeologických kultur Evropy zhruba mezi lety 2900–2350 př. n. l., docházelo k silnému mísení mezi muži, kteří byli nositeli DNA pastevců z tzv. jámové kultury v Pontsko-kaspické stepi, a ženami pocházejícími z kultury s nálevkovitými poháry.